# 傅起凤
傅起凤（1941年—2025年7月10日），女，原籍四川长寿，生于重庆，中国魔术演员、杂技魔术研究工作者，国家非物质文化遗产保护工作专家委员会委员。